# ADEXP
Format za razmenu ATS podataka (eng. ADEXP, ATS Data Exchange Presentation) je standard uspostavljen za elektronsku razmenu podataka službi vazdušnog saobraćaja. To je tekstualni format, lako čitljiv za mašine i ljude. Koristi se u razmeni podataka između sistema u centrima kontrole letenja, sistema vazduhoplovnih operatora, kao i centralizovanih sistema kao što su CFMU ili sistem za dodelu SSR kodova. Ovaj standard je razvio i definisao EUROCONTROL.

## Sadržaj ADEXP specifikacije
ADEXP specifikacija opisuje sintaksu tekstualnih elemenata poruka kojima se razmenjuju podaci. 

### Poruke
Najviši nivo razmena podataka po ADEXP formatu je poruka. Kod poruke se naznači na početku poruke, npr:
```
-TITLE IDLA
```

Što znači da se radi o poruci o kašnjenju individualnog leta. Poruke se mogu podeliti u sledeće osnovne kategorije:
- poruke o planovima leta
- poruke o protoku i kapacitetu vazdušnog saobraćaja
- poruke koordinacije kontrole letenja
- poruke upravljanja vazdušnim prostorom
- poruke koordinacije SSR kodova

### Polja
Poruke se sastoje od primarnih polja. Primarno polje može biti jedno od sledećih:

#### Osnovno polje
Osnovno polje se sastoji od imena polja i reči tj vrednosti koje mu se dodeljuje, na primer:
```
-ADA 070424
```

Što znači datum sletanja vazduhoplova 24. april 2007. godine

#### Strukturirano polje
Strukturirano polje sadrži unapred određena sekundarna polja, po vrsti i broju na primer:
```
-GEO -GEOID 01 -LATTD 520000N -LONGTD 0150000W 
```

Što znači da se definiše geografska koordinata na tački 52 stepena geografske širine i 15 stepeni geografske dužine i daje joj se identifikacija 01. U ovom primeru su GEOID, LATTD i LONGTD sekundarna polja.

#### Polje sa listom
Polje sa listom sadrži listu sekundarnih polja, pri čemu broj elemenata liste nije unapred određen, lista počinje i završava rečima BEGIN i END, na primer:
```
-BEGIN ADDR -FAC LLEVZPZX -FAC LFFFZQZX -FAC EGZYTTFO -END ADDR
```

Što označava listu AFTN adresa: LLEVZPZX, LFFFZQZX i EGZYTTFO na koje treba poslati poruku. U ovom primeru FAC je sekundarno polje. 

#### Sekundarna polja
Sekundarna polja mogu da imaju svoja sekundarna polja, tj struktura polja može da ima nekoliko stepeni dubine. Na primer :
```
-TITLE RRQ
-REFDATA
       -SENDER -FAC MC
       -RECVR -FAC E
       -SEQNUM 762
-ARCID KLM4273
-RELEASE D
```

U ovoj poruci, REFDATA je primarno polja, SENDER je sekundarno polje polja REFDATA, a FAC je sekundarno polje polja SENDER.

## Šta ADEXP specifikacija ne sadrži
ADEXP specifikacija ne definiše semantiku poruka, u smislu koja polja moraju obavezno da se nalaze u poruci ili koja polja mogu da se nalaze u kojoj prouci. Specifikacija ne definiše protokol u razmeni podataka, u smislu koja poruka zahteva odgovor i kakav. Pošto se ADEXP koristi u mnogobrojnim, još uvek ne potpuno standardizovanim aplikacijama, rezervisan je izvestan broj kodova/reči za poruke, polja i termine za buduću upotrebu. 
Dalja specifikacija semantike i protokola u razmeni ATS poruka se nalaze u drugim standardima i specifikacijama: 
- specifikaciji za OLDI[1], protokol koji se koristi u elektronskoj razmeni podataka između susednih jedinica kontrole letenja
- Uputstvu za korišćenje ATCFM[2]

I ostalim dokumentima koji su navedeni kao reference u samoj ADEXP specifikaciji.

## Spoljašnje veze
- ADEXP specifikacija (језик: енглески)